# Hemiptocha
Hemiptocha é um gênero de mariposa pertencente à família Crambidae.